# Oreolais
Oreolais är ett fågelsläkte i familjen cistikolor inom ordningen tättingar: Släktet omfattar endast två arter som förekommer i Centralafrika och Östafrika:
- Svarthalsad sångare (O. pulcher)
- Ruwenzorisångare (O. ruwenzorii)

Arterna inkluderades tidigare i Apalis och vissa gör det fortfarande. DNA-studier visar dock att de inte är varandras närmaste släktingar.